# Sasakia coreanus
Sasakia coreanus är en fjärilsart som beskrevs av John Henry Leech 1887. Sasakia coreanus ingår i släktet Sasakia och familjen praktfjärilar. Inga underarter finns listade i Catalogue of Life.